# Popis naselja u Kaliforniji
Ovo je popis inkorporiranih gradova, mjesta i sela, mjesta grada, neinkorporiranih područja i popisom određenih mjesta te "gradova duhova" u američkoj saveznoj državi Kaliforniji.
Tumač:
- POM - popisom određeno mjesto
- neink.podr. - neinkorporirano područje

## Popis

### A
- Acalanes Ridge, Kalifornija
- Acampo, Kalifornija
- Adin, Kalifornija
- Agua Dulce, Kalifornija
- Aguanga, Kalifornija
- Ahwahnee, Kalifornija
- Airport, Kalifornija
- Albion, Kalifornija
- Alderpoint, Kalifornija
- Alhambra Valley, Kalifornija
- Aliso Viejo, Kalifornija
- Alleghany, Kalifornija
- Allendale, Kalifornija
- Allensworth, Kalifornija
- Almanor, Kalifornija
- Alpine, Kalifornija
- Alpine Village, Kalifornija
- Alta, Kalifornija
- Alto, Kalifornija
- Amador City, Kalifornija
- Anchor Bay, Kalifornija
- Antelope, Kalifornija
- Angels Camp, Kalifornija
- Anza, Kalifornija
- Arnold, Kalifornija
- Artois, Kalifornija
- Aspen Springs, Kalifornija
- Auburn Lake Trails, Kalifornija
- Avilla Beach, Kalifornija

### B
- Baker, Kalifornija
- Ballard, Kalifornija
- Ballico, Kalifornija
- Banning (Kalifornija)
- Bass Lake (Kalifornija)
- Bay Point (Kalifornija)
- Bayview-Montalvin (Kalifornija)
- Bayview (okrug Contra Costa, Kalifornija)
- Bayview (okrug Humboldt, Kalifornija)
- Baywood-Los Osos (Kalifornija)
- Beale AFB (Kalifornija)
- Bear Creek (Kalifornija)
- Bear Valley Springs (Kalifornija)
- Beaumont (Kalifornija)
- Beckwourth (Kalifornija)
- Belden (Kalifornija)
- Bell (Kalifornija)
- Bell Canyon (Kalifornija)
- Bell Gardens (Kalifornija)
- Bella Vista (Kalifornija)
- Bellflower (Kalifornija)
- Belmont (Kalifornija)
- Ben Lomond (Kalifornija)
- Benbow (Kalifornija)
- Bend (Kalifornija)
- Benicia (Kalifornija)
- Benton (Kalifornija)
- Bermuda Dunes (Kalifornija)
- Berry Creek (Kalifornija)
- Bertsch-Oceanview (Kalifornija)
- Bethel Island (Kalifornija)
- Bieber (Kalifornija)
- Big Bear Lake (Kalifornija)
- Big Bend (Kalifornija)
- Big Creek (Kalifornija)
- Big Lagoon (Kalifornija)
- Big Pine (Kalifornija)
- Big River (Kalifornija)
- Biggs (Kalifornija)
- Biola (Kalifornija)
- Bishop (Kalifornija)
- Black Point-Green Point (Kalifornija)
- Blackhawk-Camino Tassajara (Kalifornija)
- Blackhawk (Kalifornija)
- Blacklake (Kalifornija)
- Blairsden (Kalifornija)
- Bloomfield (Kalifornija)
- Bloomington (Kalifornija)
- Blue Lake (Kalifornija)
- Blythe (Kalifornija)
- Bodega (Kalifornija)
- Bodega Bay (Kalifornija)
- Bodfish (Kalifornija)
- Bolinas (Kalifornija)
- Bombay Beach (Kalifornija)
- Bonita (Kalifornija)
- Bonny Doon (Kalifornija)
- Bonsall (Kalifornija)
- Boonville (Kalifornija)
- Bootjack (Kalifornija)
- Boron (Kalifornija)
- Boronda (Kalifornija)
- Borrego Springs (Kalifornija)
- Bostonia (Kalifornija)
- Boulder Creek (Kalifornija)
- Boulevard (Kalifornija)
- Bowles (Kalifornija)
- Boyes Hot Springs (Kalifornija)
- Bradbury (Kalifornija)
- Bradley (Kalifornija)
- Brawley (Kalifornija)
- Brea (Kalifornija)
- Brentwood (Kalifornija)
- Bret Harte (Kalifornija)
- Bridgeport (Kalifornija)
- Brisbane (Kalifornija)
- Broadmoor (Kalifornija)
- Brookdale (Kalifornija)
- Brooktrails (Kalifornija)
- Buck Meadows (Kalifornija)
- Buckhorn (Kalifornija)
- Bucks Lake (Kalifornija)
- Buellton (Kalifornija)
- Buena Park (Kalifornija)
- Buena Vista (Kalifornija)
- Burbank (okrug Santa Clara, Kalifornija)
- Burlingame (Kalifornija)
- Burney (Kalifornija)
- Burnt Ranch (Kalifornija)
- Butte Creek Canyon (Kalifornija)
- Butte Meadows (Kalifornija)
- Butte Valley (Kalifornija)
- Buttonwillow (Kalifornija)
- Byron (Kalifornija)
- Bystrom (Kalifornija)

### C
- C-Road (Kalifornija)
- Cabazon (Kalifornija)
- Calabasas (Kalifornija)
- Calexico (Kalifornija)
- California City (Kalifornija)
- California Hot Springs (Kalifornija)
- California Pines (Kalifornija)
- Calimesa (Kalifornija)
- Calipatria (Kalifornija)
- Calistoga (Kalifornija)
- Callender (Kalifornija)
- Calpella (Kalifornija)
- Calpine (Kalifornija)
- Calwa (Kalifornija)
- Camanche North Shore (Kalifornija)
- Camanche Village (Kalifornija)
- Camarillo (Kalifornija)
- Cambria (Kalifornija)
- Cambrian Park (Kalifornija)
- Cameron Park (Kalifornija)
- Camino (Kalifornija)
- Camino Tassajara (Kalifornija)
- Camp Nelson (Kalifornija)
- Camp Pendleton North (Kalifornija)
- Camp Pendleton South (Kalifornija)
- Campbell (Kalifornija)
- Campo (Kalifornija)
- Camptonville (Kalifornija)
- Canby (Kalifornija)
- Cantua Creek (Kalifornija)
- Canyon Lake (Kalifornija)
- Canyondam (Kalifornija)
- Capitola (Kalifornija)
- Caribou (Kalifornija)
- Carlsbad (Kalifornija)
- Carmel-by-the-Sea (Kalifornija)
- Carmel Valley Village (Kalifornija)
- Carmet (Kalifornija)
- Carmichael (Kalifornija)
- Carnelian Bay (Kalifornija)
- Carrick (Kalifornija)
- Cartago (Kalifornija)
- Caruthers (Kalifornija)
- Casa Conejo (Kalifornija)
- Casa de Oro-Mount Helix (Kalifornija)
- Casmalia (Kalifornija)
- Caspar (Kalifornija)
- Cassel (Kalifornija)
- Castaic (Kalifornija)
- Castle Hill (Kalifornija)
- Castroville (Kalifornija)
- Cathedral City (Kalifornija)
- Catheys Valley (Kalifornija)
- Cayucos (Kalifornija)
- Cazadero (Kalifornija)
- Cedar Ridge (Kalifornija)
- Cedar Slope (Kalifornija)
- Cedarville (Kalifornija)
- Centerville (Kalifornija)
- Ceres (Kalifornija)
- Challenge-Brownsville (Kalifornija)
- Chalfant (Kalifornija)
- Channel Islands Beach (Kalifornija)
- Charter Oak (Kalifornija)
- Cherokee (Kalifornija)
- Cherokee Strip (Kalifornija)
- Cherry Valley (Kalifornija)
- Cherryland (Kalifornija)
- Chester (Kalifornija)
- Chilcoot-Vinton (Kalifornija)
- China Lake Acres (Kalifornija)
- Chinese Camp (Kalifornija)
- Chino (Kalifornija)
- Chino Hills (Kalifornija)
- Chowchilla (Kalifornija)
- Chualar (Kalifornija)
- Chula Vista (Kalifornija)
- Citrus (Kalifornija)
- Citrus Heights (Kalifornija)
- Claremont (Kalifornija)
- Clarksburg (Kalifornija)
- Clay (Kalifornija)
- Clayton (Kalifornija)
- Clear Creek (Kalifornija)
- Clearlake (Kalifornija)
- Clearlake Oaks (Kalifornija)
- Clearlake Riviera (Kalifornija)
- Cleone (Kalifornija)
- Clio (Kalifornija)
- Clipper Mills (Kalifornija)
- Cloverdale (Kalifornija)
- Clovis (Kalifornija)
- Clyde (Kalifornija)
- Coachella (Kalifornija)
- Coalinga (Kalifornija)
- Coarsegold (Kalifornija)
- Cobb (Kalifornija)
- Coffee Creek (Kalifornija)
- Cohasset (Kalifornija)
- Cold Springs (okrug El Dorado, Kalifornija)
- Cold Springs (okrug Tuolumne, Kalifornija)
- Coleville (Kalifornija)
- Colfax (Kalifornija)
- College City (Kalifornija)
- Collierville (Kalifornija)
- Colma (Kalifornija)
- Coloma (Kalifornija)
- Colton (Kalifornija)
- Columbia (Kalifornija)
- Colusa (Kalifornija)
- Commerce (Kalifornija)
- Comptche (Kalifornija)
- Concow (Kalifornija)
- Contra Costa Centre (Kalifornija)
- Copperopolis (Kalifornija)
- Corcoran (Kalifornija)
- Corning (Kalifornija)
- Coronado (Kalifornija)
- Coronita (Kalifornija)
- Corralitos (Kalifornija)
- Corte Madera (Kalifornija)
- Costa Mesa (Kalifornija)
- Cotati (Kalifornija)
- Coto de Caza (Kalifornija)
- Cottonwood (Kalifornija)
- Coultervillle (Kalifornija)
- Country Club (Kalifornija)
- Courtland (Kalifornija)
- Covelo (Kalifornija)
- Covina (Kalifornija)
- Cowan (Kalifornija)
- Crescent City (Kalifornija)
- Crescent City North (Kalifornija)
- Crescent Mills (Kalifornija)
- Cressey (Kalifornija)
- Crest (Kalifornija)
- Crestmore Heights (Kalifornija)
- Creston (Kalifornija)
- Crockett (Kalifornija)
- Cromberg (Kalifornija)
- Crowley Lake (Kalifornija)
- Crows Landing (Kalifornija)
- Cudahy (Kalifornija)
- Cutler (Kalifornija)
- Cutten (Kalifornija)
- Cuyama (Kalifornija)
- Cypress (Kalifornija)

### D
- Dana Point (Kalifornija)
- Danville (Kalifornija)
- Daphnedale Park (Kalifornija)
- Darwin (Kalifornija)
- Davenport (Kalifornija)
- Davis (Kalifornija)
- Day Valley (Kalifornija)
- Deer Park (Kalifornija)
- Del Aire (Kalifornija)
- Del Mar (Kalifornija)
- Del Monte Forest (Kalifornija)
- Del Rey (Kalifornija)
- Del Rey Oaks (Kalifornija)
- Del Rio (Kalifornija)
- Delft Colony (Kalifornija)
- Delhi (Kalifornija)
- Delleker (Kalifornija)
- Denair (Kalifornija)
- Derby Acres (Kalifornija)
- Descanso (Kalifornija)
- Desert Center (Kalifornija)
- Desert Edge (Kalifornija)
- Desert Hot Springs (Kalifornija)
- Desert Palms (Kalifornija)
- Desert Shores (Kalifornija)
- Desert View Highlands (Kalifornija)
- Diablo (Kalifornija)
- Diablo Grande (Kalifornija)
- Diamond Bar (Kalifornija)
- Diamond Springs (Kalifornija)
- Dillon Beach (Kalifornija)
- Discovery Bay (Kalifornija)
- Dixon (Kalifornija)
- Dixon Lane-Meadow Creek (Kalifornija)
- Dobbins (Kalifornija)
- Dogtown (Kalifornija)
- Dollar Point (Kalifornija)
- Dorrington (Kalifornija)
- Dorris (Kalifornija)
- Dos Palos (Kalifornija)
- Dos Palos Y (Kalifornija)
- Douglas City (Kalifornija)
- Downieville (Kalifornija)
- Doyle (Kalifornija)
- Drytown (Kalifornija)
- Duarte (Kalifornija)
- Dublin (Kalifornija)
- Ducor (Kalifornija)
- Dunnigan (Kalifornija)
- Dunsmuir (Kalifornija)
- Durham (Kalifornija)
- Dustin Acres (Kalifornija)
- Dutch Flat (Kalifornija)

### E
- Eagleville (Kalifornija)
- Earlimart (Kalifornija)
- East Blythe (Kalifornija)
- East Compton (Kalifornija)
- East Foothills (Kalifornija)
- East Hemet (Kalifornija)
- East La Mirada (Kalifornija)
- East Los Angeles (Kalifornija)
- East Nicolaus (Kalifornija)
- East Oakdale (Kalifornija)
- East Orosi (Kalifornija)
- East Palo Alto (Kalifornija)
- East Pasadena (Kalifornija)
- East Porterville (Kalifornija)
- East Quincy (Kalifornija)
- East Rancho Dominguez (Kalifornija)
- East Richmond Heights (Kalifornija)
- East San Gabriel (Kalifornija)
- East Shore (Kalifornija)
- East Sonora (Kalifornija)
- East Tulare Villa (Kalifornija)
- Easton (Kalifornija)
- Eastvale (Kalifornija)
- Edgewood (Kalifornija)
- Edmundson Acres (Kalifornija)
- Edna (Kalifornija)
- Edwards AFB (Kalifornija)
- El Cajon (Kalifornija)
- El Centro (Kalifornija)
- El Cerrito (Kalifornija)
- El Cerrito (okrug Riverside, Kalifornija)
- El Dorado Hills (Kalifornija)
- El Granada (Kalifornija)
- El Monte (Kalifornija)
- El Nido (Kalifornija)
- El Rancho (Kalifornija)
- El Rio (Kalifornija)
- El Segundo (Kalifornija)
- El Sobrante (Kalifornija)
- El Sobrante (okrug Riverside, Kalifornija)
- El Verano (Kalifornija)
- Eldridge (Kalifornija)
- Elizabeth Lake (Kalifornija)
- Elk Creek (Kalifornija)
- Elk Grove (Kalifornija)
- Elkhorn (Kalifornija)
- Elmira (Kalifornija)
- Elverta (Kalifornija)
- Emerald Lake Hills (Kalifornija)
- Emeryville (Kalifornija)
- Empire (Kalifornija)
- Encinitas (Kalifornija)
- Escalon (Kalifornija)
- Escondido (Kalifornija)
- Esparto (Kalifornija)
- Etna (Kalifornija)
- Eucalyptus Hills (Kalifornija)
- Eureka (Kalifornija)
- Exeter (Kalifornija)

### F
- Fairbanks Ranch (Kalifornija)
- Fairfax (Kalifornija)
- Fairmead (Kalifornija)
- Fairview (Kalifornija)
- Fall River Mills (Kalifornija)
- Fallbrook (Kalifornija)
- Farmersville (Kalifornija)
- Farmington (Kalifornija)
- Fellows (Kalifornija)
- Felton (Kalifornija)
- Ferndale (Kalifornija)
- Fiddletown (Kalifornija)
- Fieldbrook (Kalifornija)
- Fields Landing (Kalifornija)
- Fillmore (Kalifornija)
- Firebaugh (Kalifornija)
- Fish Camp (Kalifornija)
- Florence-Graham (Kalifornija)
- Florin (Kalifornija)
- Floriston (Kalifornija)
- Flournoy (Kalifornija)
- Foothill Farms (Kalifornija)
- Foothill Ranch (Kalifornija)
- Forbestown (Kalifornija)
- Ford City (Kalifornija)
- Forest Meadows (Kalifornija)
- Forest Ranch (Kalifornija)
- Foresthill (Kalifornija)
- Forestville (Kalifornija)
- Fort Bidwell (Kalifornija)
- Fort Bragg (Kalifornija)
- Fort Irwin (Kalifornija)
- Fort Jones (Kalifornija)
- Fort Washington (Kalifornija)
- Fortuna (Kalifornija)
- Foster City (Kalifornija)
- Fountain Valley (Kalifornija)
- Fowler (Kalifornija)
- Franklin (Kalifornija)
- Frazier Park (Kalifornija)
- Freedom (Kalifornija)
- Fremont (Kalifornija)
- French Camp (Kalifornija)
- French Gulch (Kalifornija)
- French Valley (Kalifornija)
- Friant (Kalifornija)
- Fruitdale (Kalifornija)
- Fruitridge Pocket (Kalifornija)
- Fuller Acres (Kalifornija)
- Furnace Creek (Kalifornija)

### G
- Galt (Kalifornija)
- Garberville (Kalifornija)
- Garden Acres (Kalifornija)
- Garden Farms (Kalifornija)
- Garden Grove (Kalifornija)
- Garey (Kalifornija)
- Garnet (Kalifornija)
- Gasquet (Kalifornija)
- Gazelle (Kalifornija)
- Georgetown (Kalifornija)
- Gerber-Las Flores (Kalifornija)
- Gerber (Kalifornija)
- Geyserville (Kalifornija)
- Gilroy (Kalifornija)
- Glen Avon (Kalifornija)
- Glen Ellen (Kalifornija)
- Glendora (Kalifornija)
- Gold Mountain (Kalifornija)
- Gold River (Kalifornija)
- Golden Hills (Kalifornija)
- Goleta (Kalifornija)
- Gonzales (Kalifornija)
- Good Hope (Kalifornija)
- Goodyears Bar (Kalifornija)
- Goshen (Kalifornija)
- Graeagle (Kalifornija)
- Grand Terrace (Kalifornija)
- Grangeville (Kalifornija)
- Granite Bay (Kalifornija)
- Granite Hills (Kalifornija)
- Graniteville (Kalifornija)
- Grass Valley (Kalifornija)
- Graton (Kalifornija)
- Grayson (Kalifornija)
- Greeley Hill (Kalifornija)
- Green Acres (Kalifornija)
- Green Valley (Kalifornija)
- Greenacres (Kalifornija)
- Greenfield (Kalifornija)
- Greenhorn (Kalifornija)
- Greenview (Kalifornija)
- Grenada (Kalifornija)
- Gridley (Kalifornija)
- Grimes (Kalifornija)
- Grizzly Flats (Kalifornija)
- Groveland-Big Oak Flat (Kalifornija)
- Groveland (Kalifornija)
- Grover Beach (Kalifornija)
- Guadalupe (Kalifornija)
- Guerneville (Kalifornija)
- Guinda (Kalifornija)
- Gustine (Kalifornija)

### H
- Half Moon Bay (Kalifornija)
- Hamilton Branch (Kalifornija)
- Hamilton City (Kalifornija)
- Hanford (Kalifornija)
- Happy Camp (Kalifornija)
- Harbison Canyon (Kalifornija)
- Hardwick (Kalifornija)
- Hartland (Kalifornija)
- Hartley (Kalifornija)
- Hasley Canyon (Kalifornija)
- Hat Creek (Kalifornija)
- Hawaiian Gardens (Kalifornija)
- Hayfork (Kalifornija)
- Hayward (Kalifornija)
- Heber (Kalifornija)
- Hemet (Kalifornija)
- Herald (Kalifornija)
- Hercules (Kalifornija)
- Herlong (Kalifornija)
- Hermosa Beach (Kalifornija)
- Hesperia (Kalifornija)
- Hickman (Kalifornija)
- Hidden Hills (Kalifornija)
- Hidden Meadows (Kalifornija)
- Hidden Valley Lake (Kalifornija)
- Highgrove (Kalifornija)
- Highland (Kalifornija)
- Highlands-Baywood Park (Kalifornija)
- Hillsborough (Kalifornija)
- Hilmar-Irwin (Kalifornija)
- Hiouchi (Kalifornija)
- Hollister (Kalifornija)
- Holtville (Kalifornija)
- Home Garden (Kalifornija)
- Home Gardens (Kalifornija)
- Homeland (Kalifornija)
- Homestead Valley (Kalifornija)
- Homewood Canyon-Valley Wells (Kalifornija)
- Homewood Canyon (Kalifornija)
- Honcut (Kalifornija)
- Hood (Kalifornija)
- Hopland (Kalifornija)
- Hornbrook (Kalifornija)
- Hornitos (Kalifornija)
- Hughson (Kalifornija)
- Humboldt Hill (Kalifornija)
- Huntington Beach (Kalifornija)
- Huntington Park (Kalifornija)
- Huron (Kalifornija)
- Hyampom (Kalifornija)
- Hydesville (Kalifornija)

### I
- Idlewild (Kalifornija)
- Idyllwild-Pine Cove (Kalifornija)
- Imperial (Kalifornija)
- Imperial Beach (Kalifornija)
- Independence (Kalifornija)
- Indian Falls (Kalifornija)
- Indian Wells (Kalifornija)
- Indianola (Kalifornija)
- Indio Hills (Kalifornija)
- Industry (Kalifornija)
- Interlaken (Kalifornija)
- Inverness (Kalifornija)
- Inyokern (Kalifornija)
- Ione (Kalifornija)
- Iron Horse (Kalifornija)
- Irvine (Kalifornija)
- Irwindale (Kalifornija)
- Isla Vista (Kalifornija)
- Isleton (Kalifornija)
- Ivanhoe (Kalifornija)

### J
- Jacumba (Kalifornija)
- Jamestown (Kalifornija)
- Jamul (Kalifornija)
- Janesville (Kalifornija)
- Jenner (Kalifornija)
- Johannesburg (Kalifornija)
- Johnstonville (Kalifornija)
- Johnsville (Kalifornija)
- Joshua Tree (Kalifornija)
- Julian (Kalifornija)
- Junction City (Kalifornija)
- June Lake (Kalifornija)

### K
- Keddie (Kalifornija)
- Keeler (Kalifornija)
- Keene (Kalifornija)
- Kelly Ridge (Kalifornija)
- Kelseyville (Kalifornija)
- Kennedy (Kalifornija)
- Kennedy Meadows (Kalifornija)
- Kensington (Kalifornija)
- Kentfield (Kalifornija)
- Kenwood (Kalifornija)
- Kerman (Kalifornija)
- Kernville (Kalifornija)
- Keswick (Kalifornija)
- Kettleman City (Kalifornija)
- Keyes (Kalifornija)
- King City (Kalifornija)
- Kings Beach (Kalifornija)
- Kingsburg (Kalifornija)
- Kingvale (Kalifornija)
- Kirkwood (Kalifornija)
- Klamath (Kalifornija)
- Knights Landing (Kalifornija)
- Knightsen (Kalifornija)

### L
- La Cañada Flintridge (Kalifornija)
- La Crescenta-Montrose (Kalifornija)
- La Habra (Kalifornija)
- La Habra Heights (Kalifornija)
- La Honda (Kalifornija)
- La Mesa (Kalifornija)
- La Mirada (Kalifornija)
- La Palma (Kalifornija)
- La Porte (Kalifornija)
- La Presa (Kalifornija)
- La Puente (Kalifornija)
- La Riviera (Kalifornija)
- La Selva Beach (Kalifornija)
- La Verne (Kalifornija)
- La Vina (Kalifornija)
- Ladera (Kalifornija)
- Ladera Heights (Kalifornija)
- Ladera Ranch (Kalifornija)
- Lafayette (Kalifornija)
- Laguna (Kalifornija)
- Laguna Beach (Kalifornija)
- Laguna Hills (Kalifornija)
- Laguna Niguel (Kalifornija)
- Laguna West-Lakeside (Kalifornija)
- Laguna Woods (Kalifornija)
- Lagunitas-Forest Knolls (Kalifornija)
- Lake Almanor Country Club (Kalifornija)
- Lake Almanor Peninsula (Kalifornija)
- Lake Almanor West (Kalifornija)
- Lake Arrowhead (Kalifornija)
- Lake California (Kalifornija)
- Lake City (Kalifornija)
- Lake Davis (Kalifornija)
- Lake Don Pedro (Kalifornija)
- Lake Forest (Kalifornija)
- Lake Hughes (Kalifornija)
- Lake Isabella (Kalifornija)
- Lake Los Angeles (Kalifornija)
- Lake Mathews (Kalifornija)
- Lake Nacimiento (Kalifornija)
- Lake Riverside (Kalifornija)
- Lake San Marcos (Kalifornija)
- Lake Sherwood (Kalifornija)
- Lake Wildwood (Kalifornija)
- Lake of the Pines (Kalifornija)
- Lake of the Woods (Kalifornija)
- Lakehead-Lakeshore (Kalifornija)
- Lakehead (Kalifornija)
- Lakeland Village (Kalifornija)
- Lakeport (Kalifornija)
- Lakeside (Kalifornija)
- Lakeview (Kalifornija)
- Lakewood (Kalifornija)
- Lamont (Kalifornija)
- Lanare (Kalifornija)
- Lancaster (Kalifornija)
- Larkfield-Wikiup (Kalifornija)
- Larkspur (Kalifornija)
- Las Flores (Kalifornija)
- Las Lomas (Kalifornija)
- Lathrop (Kalifornija)
- Laton (Kalifornija)
- Lawndale (Kalifornija)
- Laytonville (Kalifornija)
- Le Grand (Kalifornija)
- Lebec (Kalifornija)
- Lee Vining (Kalifornija)
- Leggett (Kalifornija)
- Lemon Cove (Kalifornija)
- Lemon Grove (Kalifornija)
- Lemon Hill (Kalifornija)
- Lemoore (Kalifornija)
- Lemoore Station (Kalifornija)
- Lennox (Kalifornija)
- Lenwood (Kalifornija)
- Leona Valley (Kalifornija)
- Lewiston (Kalifornija)
- Lexington Hills (Kalifornija)
- Likely (Kalifornija)
- Lincoln (Kalifornija)
- Lincoln Village (Kalifornija)
- Linda (Kalifornija)
- Lindcove (Kalifornija)
- Linden (Kalifornija)
- Lindsay (Kalifornija)
- Linnell Camp (Kalifornija)
- Litchfield (Kalifornija)
- Little Grass Valley (Kalifornija)
- Little River (Kalifornija)
- Littlerock (Kalifornija)
- Live Oak (Kalifornija)
- Livermore (Kalifornija)
- Livingston (Kalifornija)
- Lockeford (Kalifornija)
- Lockwood (Kalifornija)
- Lodi (Kalifornija)
- Lodoga (Kalifornija)
- Loleta (Kalifornija)
- Loma Linda (Kalifornija)
- Loma Mar (Kalifornija)
- Loma Rica (Kalifornija)
- Lomita (Kalifornija)
- Lompico (Kalifornija)
- Lompoc (Kalifornija)
- London (Kalifornija)
- Lone Pine (Kalifornija)
- Long Barn (Kalifornija)
- Lookout (Kalifornija)
- Loomis (Kalifornija)
- Los Alamitos (Kalifornija)
- Los Alamos (Kalifornija)
- Los Altos (Kalifornija)
- Los Altos Hills (Kalifornija)
- Los Banos (Kalifornija)
- Los Berros (Kalifornija)
- Los Gatos (Kalifornija)
- Los Molinos (Kalifornija)
- Los Olivos (Kalifornija)
- Los Osos (Kalifornija)
- Los Ranchos (Kalifornija)
- Lost Hills (Kalifornija)
- Lower Lake (Kalifornija)
- Loyalton (Kalifornija)
- Loyola (Kalifornija)
- Lucas Valley-Marinwood (Kalifornija)
- Lucerne (Kalifornija)
- Lucerne Valley (Kalifornija)
- Lynwood (Kalifornija)
- Lytle Creek (Kalifornija)

### M
- Mabie (Kalifornija)
- Macdoel (Kalifornija)
- Mad River (Kalifornija)
- Madera (Kalifornija)
- Madera Acres (Kalifornija)
- Magalia (Kalifornija)
- Malaga (Kalifornija)
- Mammoth Lakes (Kalifornija)
- Manchester (Kalifornija)
- Manhattan Beach (Kalifornija)
- Manila (Kalifornija)
- Manteca (Kalifornija)
- Manton (Kalifornija)
- March ARB (Kalifornija)
- Maricopa (Kalifornija)
- Marin City (Kalifornija)
- Marina (Kalifornija)
- Marina del Rey (Kalifornija)
- Mariposa (Kalifornija)
- Markleeville (Kalifornija)
- Martell (Kalifornija)
- Martinez (Kalifornija)
- Marysville (Kalifornija)
- Matheny (Kalifornija)
- Mather (Kalifornija)
- Maxwell (Kalifornija)
- Mayfair (Kalifornija)
- Mayflower Village (Kalifornija)
- Maywood (Kalifornija)
- McArthur (Kalifornija)
- McClellan Park (Kalifornija)
- McClenney Tract (Kalifornija)
- McCloud (Kalifornija)
- McFarland (Kalifornija)
- McGee Creek (Kalifornija)
- McKinleyville (Kalifornija)
- McKittrick (Kalifornija)
- McSwain (Kalifornija)
- Mead Valley (Kalifornija)
- Meadow Valley (Kalifornija)
- Meadow Vista (Kalifornija)
- Meadowbrook (Kalifornija)
- Mecca (Kalifornija)
- Meiners Oaks (Kalifornija)
- Mendocino (Kalifornija)
- Mendota (Kalifornija)
- Menifee (Kalifornija)
- Menlo Park (Kalifornija)
- Mentone (Kalifornija)
- Merced (Kalifornija)
- Meridian (Kalifornija)
- Mesa (Kalifornija)
- Mesa Verde (Kalifornija)
- Mesa Vista (Kalifornija)
- Mettler (Kalifornija)
- Mexican Colony (Kalifornija)
- Mi-Wuk Village (Kalifornija)
- Middletown (Kalifornija)
- Midpines (Kalifornija)
- Midway City (Kalifornija)
- Milford (Kalifornija)
- Mill Valley (Kalifornija)
- Millbrae (Kalifornija)
- Millville (Kalifornija)
- Milpitas (Kalifornija)
- Mineral (Kalifornija)
- Minkler (Kalifornija)
- Mira Loma (Kalifornija)
- Mira Monte (Kalifornija)
- Miranda (Kalifornija)
- Mission Canyon (Kalifornija)
- Mission Hills (Kalifornija)
- Modesto (Kalifornija)
- Mohawk Vista (Kalifornija)
- Mojave (Kalifornija)
- Mokelumne Hill (Kalifornija)
- Monmouth (Kalifornija)
- Mono City (Kalifornija)
- Mono Vista (Kalifornija)
- Monrovia (Kalifornija)
- Monson (Kalifornija)
- Montague (Kalifornija)
- Montalvin Manor (Kalifornija)
- Montara (Kalifornija)
- Montclair (Kalifornija)
- Monte Rio (Kalifornija)
- Monte Sereno (Kalifornija)
- Montebello (Kalifornija)
- Montecito (Kalifornija)
- Monterey (Kalifornija)
- Monterey Park (Kalifornija)
- Monterey Park Tract (Kalifornija)
- Montgomery Creek (Kalifornija)
- Monument Hills (Kalifornija)
- Moorpark (Kalifornija)
- Morada (Kalifornija)
- Moraga (Kalifornija)
- Moreno Valley (Kalifornija)
- Morgan Hill (Kalifornija)
- Morongo Valley (Kalifornija)
- Morro Bay (Kalifornija)
- Moskowite Corner (Kalifornija)
- Moss Beach (Kalifornija)
- Moss Landing (Kalifornija)
- Mount Hebron (Kalifornija)
- Mount Hermon (Kalifornija)
- Mount Laguna (Kalifornija)
- Mount Shasta (Kalifornija)
- Mountain Center (Kalifornija)
- Mountain Gate (Kalifornija)
- Mountain House (Kalifornija)
- Mountain Mesa (Kalifornija)
- Mountain Ranch (Kalifornija)
- Mountain View (Kalifornija)
- Mountain View Acres (Kalifornija)
- Muir Beach (Kalifornija)
- Murphys (Kalifornija)
- Murphysboro (Illinois)
- Murrieta (Kalifornija)
- Murrieta Hot Springs (Kalifornija)
- Muscoy (Kalifornija)
- Myers Flat (Kalifornija)
- Myrtletown (Kalifornija)

### N
- Napa (Kalifornija)
- National City (Kalifornija)
- Nebo Center (Kalifornija)
- Needles (Kalifornija)
- Nevada City (Kalifornija)
- New Cuyama (Kalifornija)
- New Pine Creek (Kalifornija)
- Newark (Kalifornija)
- Newell (Kalifornija)
- Newman (Kalifornija)
- Newport Beach (Kalifornija)
- Newport Coast (Kalifornija)
- Nicasio (Kalifornija)
- Nice (Kalifornija)
- Nicolaus (Kalifornija)
- Niland (Kalifornija)
- Nipinnawasee (Kalifornija)
- Nipomo (Kalifornija)
- Norco (Kalifornija)
- Nord (Kalifornija)
- Norris Canyon (Kalifornija)
- North Auburn (Kalifornija)
- North Edwards (Kalifornija)
- North El Monte (Kalifornija)
- North Fair Oaks (Kalifornija)
- North Gate (Kalifornija)
- North Highlands (Kalifornija)
- North Lakeport (Kalifornija)
- North Richmond (Kalifornija)
- North San Juan (Kalifornija)
- North Shore (Kalifornija)
- North Tustin (Kalifornija)
- North Woodbridge (Kalifornija)
- Norwalk (Kalifornija)
- Novato (Kalifornija)
- Nubieber (Kalifornija)
- Nuevo (Kalifornija)

### O
- Oak Glen (Kalifornija)
- Oak Hills (Kalifornija)
- Oak Park (Kalifornija)
- Oak Shores (Kalifornija)
- Oak View (Kalifornija)
- Oakdale (Kalifornija)
- Oakhurst (Kalifornija)
- Oakley (Kalifornija)
- Oakville (Kalifornija)
- Oasis (Kalifornija)
- Occidental (Kalifornija)
- Oceano (Kalifornija)
- Ocotillo (Kalifornija)
- Olancha (Kalifornija)
- Old Fig Garden (Kalifornija)
- Old Station (Kalifornija)
- Olivehurst (Kalifornija)
- Ontario (Kalifornija)
- Onyx (Kalifornija)
- Orange (Kalifornija)
- Orange Cove (Kalifornija)
- Orangevale (Kalifornija)
- Orcutt (Kalifornija)
- Orick (Kalifornija)
- Orinda (Kalifornija)
- Orland (Kalifornija)
- Orosi (Kalifornija)
- Oroville (Kalifornija)
- Oroville East (Kalifornija)
- Oxnard (Kalifornija)

### P
- Pacheco (Kalifornija)
- Pacific Grove (Kalifornija)
- Pacifica (Kalifornija)
- Pajaro (Kalifornija)
- Pajaro Dunes (Kalifornija)
- Palermo (Kalifornija)
- Palm Desert (Kalifornija)
- Palmdale (Kalifornija)
- Palo Verde (Kalifornija)
- Palos Verdes Estates (Kalifornija)
- Panorama Heights (Kalifornija)
- Paradise (Kalifornija)
- Paradise Park (Kalifornija)
- Paramount (Kalifornija)
- Parklawn (Kalifornija)
- Parksdale (Kalifornija)
- Parkway-South Sacramento (Kalifornija)
- Parkway (Kalifornija)
- Parkwood (Kalifornija)
- Parlier (Kalifornija)
- Pasatiempo (Kalifornija)
- Paskenta (Kalifornija)
- Patterson (Kalifornija)
- Patterson Tract (Kalifornija)
- Patton Village (Kalifornija)
- Paxton (Kalifornija)
- Paynes Creek (Kalifornija)
- Pearsonville (Kalifornija)
- Pedley (Kalifornija)
- Penn Valley (Kalifornija)
- Penngrove (Kalifornija)
- Penryn (Kalifornija)
- Perris (Kalifornija)
- Pescadero (Kalifornija)
- Petaluma (Kalifornija)
- Peters (Kalifornija)
- Phelan (Kalifornija)
- Phillipsville (Kalifornija)
- Philo (Kalifornija)
- Phoenix Lake-Cedar Ridge (Kalifornija)
- Phoenix Lake (Kalifornija)
- Pico Rivera (Kalifornija)
- Piedmont (Kalifornija)
- Pierpoint (Kalifornija)
- Pike (Kalifornija)
- Pine Canyon (Kalifornija)
- Pine Flat (Kalifornija)
- Pine Grove (Kalifornija)
- Pine Hills (Kalifornija)
- Pine Mountain Club (Kalifornija)
- Pine Mountain Lake (Kalifornija)
- Pine Valley (Kalifornija)
- Pinole (Kalifornija)
- Pioneer (Kalifornija)
- Piru (Kalifornija)
- Pismo Beach (Kalifornija)
- Pittsburg (Kalifornija)
- Pixley (Kalifornija)
- Piñon Hills (Kalifornija)
- Placentia (Kalifornija)
- Placerville (Kalifornija)
- Plainview (Kalifornija)
- Planada (Kalifornija)
- Pleasant Hill (Kalifornija)
- Pleasanton (Kalifornija)
- Pleasure Point (Kalifornija)
- Plumas Eureka (Kalifornija)
- Plumas Lake (Kalifornija)
- Point Arena (Kalifornija)
- Point Reyes Station (Kalifornija)
- Pollock Pines (Kalifornija)
- Pomona (Kalifornija)
- Ponderosa (Kalifornija)
- Poplar-Cotton Center (Kalifornija)
- Port Costa (Kalifornija)
- Port Hueneme (Kalifornija)
- Porterville (Kalifornija)
- Portola (Kalifornija)
- Portola Hills (Kalifornija)
- Portola Valley (Kalifornija)
- Posey (Kalifornija)
- Poso Park (Kalifornija)
- Potrero (Kalifornija)
- Potter Valley (Kalifornija)
- Poway (Kalifornija)
- Prattville (Kalifornija)
- Princeton (Kalifornija)
- Proberta (Kalifornija)
- Prunedale (Kalifornija)

### Q
- Quail Valley (Kalifornija)
- Quartz Hill (Kalifornija)
- Quincy (Kalifornija)

### R
- Rackerby (Kalifornija)
- Rail Road Flat (Kalifornija)
- Rainbow (Kalifornija)
- Raisin City (Kalifornija)
- Ramona (Kalifornija)
- Rancho Calaveras (Kalifornija)
- Rancho Cordova (Kalifornija)
- Rancho Cucamonga (Kalifornija)
- Rancho Mirage (Kalifornija)
- Rancho Murieta (Kalifornija)
- Rancho Palos Verdes (Kalifornija)
- Rancho San Diego (Kalifornija)
- Rancho Santa Fe (Kalifornija)
- Rancho Santa Margarita (Kalifornija)
- Rancho Tehama Reserve (Kalifornija)
- Randsburg (Kalifornija)
- Red Bluff (Kalifornija)
- Red Corral (Kalifornija)
- Redcrest (Kalifornija)
- Redlands (Kalifornija)
- Redondo Beach (Kalifornija)
- Redway (Kalifornija)
- Redwood City (Kalifornija)
- Redwood Valley (Kalifornija)
- Reedley (Kalifornija)
- Reliez Valley (Kalifornija)
- Rialto (Kalifornija)
- Richfield (Kalifornija)
- Richgrove (Kalifornija)
- Richmond (Kalifornija)
- Richvale (Kalifornija)
- Ridgecrest (Kalifornija)
- Ridgemark (Kalifornija)
- Rio Dell (Kalifornija)
- Rio Linda (Kalifornija)
- Rio Oso (Kalifornija)
- Rio Vista (Kalifornija)
- Rio del Mar (Kalifornija)
- Ripley (Kalifornija)
- Ripon (Kalifornija)
- River Pines (Kalifornija)
- Riverbank (Kalifornija)
- Riverdale (Kalifornija)
- Riverdale Park (Kalifornija)
- Robbins (Kalifornija)
- Robinson Mill (Kalifornija)
- Rocklin (Kalifornija)
- Rodeo (Kalifornija)
- Rodriguez Camp (Kalifornija)
- Rohnert Park (Kalifornija)
- Rolling Hills (Kalifornija)
- Rolling Hills Estates (Kalifornija)
- Rollingwood (Kalifornija)
- Romoland (Kalifornija)
- Rose Hills (Kalifornija)
- Rosedale (Kalifornija)
- Roseland (Kalifornija)
- Rosemead (Kalifornija)
- Rosemont (Kalifornija)
- Ross (Kalifornija)
- Rossmoor (Kalifornija)
- Rough and Ready (Kalifornija)
- Round Mountain (Kalifornija)
- Round Valley (Kalifornija)
- Rouse (Kalifornija)
- Rowland Heights (Kalifornija)
- Rubidoux (Kalifornija)
- Running Springs (Kalifornija)
- Ruth (Kalifornija)
- Rutherford (Kalifornija)

### S
- Salida (Kalifornija)
- Salmon Creek (Kalifornija)
- Salton City (Kalifornija)
- Salton Sea Beach (Kalifornija)
- Samoa (Kalifornija)
- San Andreas (Kalifornija)
- San Anselmo (Kalifornija)
- San Antonio Heights (Kalifornija)
- San Ardo (Kalifornija)
- San Bernardino (Kalifornija)
- San Buenaventura (Ventura) (Kalifornija)
- San Carlos (Kalifornija)
- San Clemente (Kalifornija)
- San Diego Country Estates (Kalifornija)
- San Dimas (Kalifornija)
- San Gabriel (Kalifornija)
- San Geronimo (Kalifornija)
- San Jacinto (Kalifornija)
- San Joaquin (Kalifornija)
- San Joaquin Hills (Kalifornija)
- San Juan Bautista (Kalifornija)
- San Juan Capistrano (Kalifornija)
- San Leandro (Kalifornija)
- San Lorenzo (Kalifornija)
- San Lucas (Kalifornija)
- San Luis Obispo (Kalifornija)
- San Marcos (Kalifornija)
- San Mateo (Kalifornija)
- San Miguel (Kalifornija)
- San Pablo (Kalifornija)
- San Pasqual (Kalifornija)
- San Rafael (Kalifornija)
- San Ramon (Kalifornija)
- San Simeon (Kalifornija)
- Sand City (Kalifornija)
- Sanger (Kalifornija)
- Santa Fe Springs (Kalifornija)
- Santa Maria (Kalifornija)
- Santa Nella (Kalifornija)
- Santa Paula (Kalifornija)
- Santa Rosa Valley (Kalifornija)
- Santa Susana (Kalifornija)
- Santa Venetia (Kalifornija)
- Santa Ynez (Kalifornija)
- Santee (Kalifornija)
- Saranap (Kalifornija)
- Saticoy (Kalifornija)
- Sattley (Kalifornija)
- Scotia (Kalifornija)
- Scotts Valley (Kalifornija)
- Sea Ranch (Kalifornija)
- Seacliff (Kalifornija)
- Seal Beach (Kalifornija)
- Searles Valley (Kalifornija)
- Seaside (Kalifornija)
- Sebastopol (Kalifornija)
- Sedco Hills (Kalifornija)
- Seeley (Kalifornija)
- Selma (Kalifornija)
- Sequoia Crest (Kalifornija)
- Sereno del Mar (Kalifornija)
- Seven Trees (Kalifornija)
- Seville (Kalifornija)
- Shackelford (Kalifornija)
- Shandon (Kalifornija)
- Shasta (Kalifornija)
- Shasta Lake (Kalifornija)
- Shaver Lake (Kalifornija)
- Shell Ridge (Kalifornija)
- Shelter Cove (Kalifornija)
- Sheridan (Kalifornija)
- Shingle Springs (Kalifornija)
- Shingletown (Kalifornija)
- Shoshone (Kalifornija)
- Sierra Brooks (Kalifornija)
- Sierra City (Kalifornija)
- Sierra Madre (Kalifornija)
- Sierra Village (Kalifornija)
- Sierraville (Kalifornija)
- Signal Hill (Kalifornija)
- Silver City (Kalifornija)
- Silver Lakes (Kalifornija)
- Silverado Resort (Kalifornija)
- Sisquoc (Kalifornija)
- Sky Valley (Kalifornija)
- Sleepy Hollow (Kalifornija)
- Smartsville (Kalifornija)
- Smith Corner (Kalifornija)
- Smith River (Kalifornija)
- Snelling (Kalifornija)
- Soda Bay (Kalifornija)
- Soda Springs (Kalifornija)
- Solana Beach (Kalifornija)
- Soledad (Kalifornija)
- Solvang (Kalifornija)
- Sonoma (Kalifornija)
- Sonora (Kalifornija)
- Soquel (Kalifornija)
- Soulsbyville (Kalifornija)
- South Dos Palos (Kalifornija)
- South El Monte (Kalifornija)
- South Gate (Kalifornija)
- South Lake Tahoe (Kalifornija)
- South Monrovia Island (Kalifornija)
- South Oroville (Kalifornija)
- South Pasadena (Kalifornija)
- South San Francisco (Kalifornija)
- South San Gabriel (Kalifornija)
- South San Jose Hills (Kalifornija)
- South Taft (Kalifornija)
- South Whittier (Kalifornija)
- South Woodbridge (Kalifornija)
- South Yuba City (Kalifornija)
- Spaulding (Kalifornija)
- Spreckels (Kalifornija)
- Spring Garden (Kalifornija)
- Spring Valley (Kalifornija)
- Spring Valley Lake (Kalifornija)
- Springville (Kalifornija)
- Squaw Valley (okrug Fresno, Kalifornija)
- Squirrel Mountain Valley (Kalifornija)
- St. Helena (Kalifornija)
- Stallion Springs (Kalifornija)
- Stanton (Kalifornija)
- Stevenson Ranch (Kalifornija)
- Stevinson (Kalifornija)
- Stinson Beach (Kalifornija)
- Stirling City (Kalifornija)
- Stockton (Kalifornija)
- Stonyford (Kalifornija)
- Storrie (Kalifornija)
- Stratford (Kalifornija)
- Strathmore (Kalifornija)
- Strawberry (Kalifornija)
- Sugarloaf Mountain Park (Kalifornija)
- Sugarloaf Saw Mill (Kalifornija)
- Sugarloaf Village (Kalifornija)
- Suisun City (Kalifornija)
- Sultana (Kalifornija)
- Summerland (Kalifornija)
- Sun City (Kalifornija)
- Sun Village (Kalifornija)
- Sunny Slopes (Kalifornija)
- Sunnyside-Tahoe City (Kalifornija)
- Sunnyside (Kalifornija)
- Sunnyslope (Kalifornija)
- Sunnyvale (Kalifornija)
- Sunol-Midtown (Kalifornija)
- Sunol (Kalifornija)
- Sunset Beach (Kalifornija)
- Susanville (Kalifornija)
- Sutter (Kalifornija)
- Sutter Creek (Kalifornija)
- Swall Meadows (Kalifornija)

### T
- Taft (Kalifornija)
- Taft Heights (Kalifornija)
- Taft Mosswood (Kalifornija)
- Tahoe Vista (Kalifornija)
- Tahoma (Kalifornija)
- Talmage (Kalifornija)
- Tara Hills (Kalifornija)
- Tarpey Village (Kalifornija)
- Taylorsville (Kalifornija)
- Tecopa (Kalifornija)
- Tehachapi (Kalifornija)
- Tehama (Kalifornija)
- Temecula (Kalifornija)
- Temelec (Kalifornija)
- Temescal Valley (Kalifornija)
- Temple City (Kalifornija)
- Templeton (Kalifornija)
- Tennant (Kalifornija)
- Terminous (Kalifornija)
- Terra Bella (Kalifornija)
- Teviston (Kalifornija)
- Thermal (Kalifornija)
- Thermalito (Kalifornija)
- Thornton (Kalifornija)
- Thousand Oaks (Kalifornija)
- Thousand Palms (Kalifornija)
- Three Rivers (Kalifornija)
- Three Rocks (Kalifornija)
- Tierra Buena (Kalifornija)
- Timber Cove (Kalifornija)
- Tipton (Kalifornija)
- Tobin (Kalifornija)
- Tomales (Kalifornija)
- Tonyville (Kalifornija)
- Tooleville (Kalifornija)
- Topanga (Kalifornija)
- Topaz (Kalifornija)
- Toro Canyon (Kalifornija)
- Tracy (Kalifornija)
- Tranquillity (Kalifornija)
- Traver (Kalifornija)
- Tres Pinos (Kalifornija)
- Trinidad (Kalifornija)
- Trinity Center (Kalifornija)
- Trinity Village (Kalifornija)
- Trona (Kalifornija)
- Trowbridge (Kalifornija)
- Truckee (Kalifornija)
- Tulare (Kalifornija)
- Tulelake (Kalifornija)
- Tuolumne City (Kalifornija)
- Tupman (Kalifornija)
- Turlock (Kalifornija)
- Tustin (Kalifornija)
- Tustin Foothills (Kalifornija)
- Tuttle (Kalifornija)
- Tuttletown (Kalifornija)
- Twain (Kalifornija)
- Twain Harte (Kalifornija)
- Twentynine Palms (Kalifornija)
- Twin Lakes (Kalifornija)

### U
- Ukiah (Kalifornija)
- Union City (Kalifornija)
- Upland (Kalifornija)
- Upper Lake (Kalifornija)

### V
- Vacaville (Kalifornija)
- Val Verde (Kalifornija)
- Valinda (Kalifornija)
- Vallecito (Kalifornija)
- Vallejo (Kalifornija)
- Valley Acres (Kalifornija)
- Valley Center (Kalifornija)
- Valley Ford (Kalifornija)
- Valley Home (Kalifornija)
- Valley Ranch (Kalifornija)
- Valley Springs (Kalifornija)
- Valley Wells (Kalifornija)
- Vandenberg AFB (Kalifornija)
- Vandenberg Village (Kalifornija)
- Verdi (Kalifornija)
- Vernon (Kalifornija)
- Victor (Kalifornija)
- Victorville (Kalifornija)
- View Park-Windsor Hills (Kalifornija)
- Villa Park (Kalifornija)
- Vina (Kalifornija)
- Vincent (Kalifornija)
- Vine Hill (Kalifornija)
- Vineyard (Kalifornija)
- Visalia (Kalifornija)
- Vista (Kalifornija)
- Vista Santa Rosa (Kalifornija)
- Volcano (Kalifornija)
- Volta (Kalifornija)

### W
- Walker (Kalifornija)
- Wallace (Kalifornija)
- Walnut (Kalifornija)
- Walnut Grove (Kalifornija)
- Walnut Park (Kalifornija)
- Warm Springs (Kalifornija)
- Warner Valley (Kalifornija)
- Wasco (Kalifornija)
- Washington (Kalifornija)
- Waterford (Kalifornija)
- Waterloo (Kalifornija)
- Watsonville (Kalifornija)
- Waukena (Kalifornija)
- Wawona (Kalifornija)
- Weaverville (Kalifornija)
- Weed (Kalifornija)
- Weedpatch (Kalifornija)
- Weldon (Kalifornija)
- Weott (Kalifornija)
- West Athens (Kalifornija)
- West Bishop (Kalifornija)
- West Carson (Kalifornija)
- West Compton (Kalifornija)
- West Covina (Kalifornija)
- West Goshen (Kalifornija)
- West Menlo Park (Kalifornija)
- West Modesto (Kalifornija)
- West Park (Kalifornija)
- West Point (Kalifornija)
- West Puente Valley (Kalifornija)
- West Rancho Dominguez (Kalifornija)
- West Sacramento (Kalifornija)
- West Whittier-Los Nietos (Kalifornija)
- Westhaven-Moonstone (Kalifornija)
- Westlake Village (Kalifornija)
- Westley (Kalifornija)
- Westminster (Kalifornija)
- Westmont (Kalifornija)
- Westmorland (Kalifornija)
- Wheatland (Kalifornija)
- Whitehawk (Kalifornija)
- Whitewater (Kalifornija)
- Whitley Gardens (Kalifornija)
- Whittier (Kalifornija)
- Wildomar (Kalifornija)
- Wilkerson (Kalifornija)
- Williams (Kalifornija)
- Willits (Kalifornija)
- Willow Creek (Kalifornija)
- Willowbrook (Kalifornija)
- Willows (Kalifornija)
- Wilsonia (Kalifornija)
- Wilton (Kalifornija)
- Winchester (Kalifornija)
- Windsor (Kalifornija)
- Winter Gardens (Kalifornija)
- Winterhaven (Kalifornija)
- Winters (Kalifornija)
- Winton (Kalifornija)
- Wofford Heights (Kalifornija)
- Woodacre (Kalifornija)
- Woodbridge (Kalifornija)
- Woodcrest (Kalifornija)
- Woodlake (Kalifornija)
- Woodland (Kalifornija)
- Woodlands (Kalifornija)
- Woodside (Kalifornija)
- Woodville (Kalifornija)
- Wrightwood (Kalifornija)

### Y
- Yankee Hill (Kalifornija)
- Yettem (Kalifornija)
- Yolo (Kalifornija)
- Yosemite Lakes (Kalifornija)
- Yosemite Valley (Kalifornija)
- Yountville (Kalifornija)
- Yreka (Kalifornija)
- Yuba City (Kalifornija)
- Yucaipa (Kalifornija)
- Yucca Valley (Kalifornija)

### Z
- Zayante (Kalifornija)

## Vanjske poveznice
- California Census Data @ Census.gov
- Ghost Towns of California